# Ocultación (Islam)
Ocultación (en árabe: غَيْبَة‎, ghaybah) en el islam chiita se refiere a la creencia de que la figura mesiánica conocida como el Mahdi, un infalible varón descendiente del profeta islámico Mahoma, ya ha nacido y posteriormente se escondió, ocultación de la cual algún día emergerá y establecerá un estado islámico global.
Los grupos que creen en esto difieren respecto a la sucesión del imamato, y por tanto, respecto a qué individuo es el que está oculto, y la rama chií más grande, los duodecimanos, sostiene que es Hujjat-Allah al-Mahdi, el duodécimo Imam. El Imán Oculto es aún considerado el "Imán de la Era", que tiene autoridad sobre la comunidad y que guía y protege a las personas y la comunidad chiita.

## Duodecimanos
En el chiismo duodecimano o imamí, la rama más grande de la fe chiita, el duodécimo imán, Hujjat-Allah al-Mahdi, entró en una Ocultación Menor en 874, tiempo durante el cual se comunicaba con sus seguidores chiitas a través de los Cuatro Diputados.

### Ocultación menor
La ocultación menor (en árabe: ٱلْغَيْبَة ٱلصُّغْرَىٰ‎, al-Ghaybah aṣ-Ṣughrā) se refiere al período durante el cual los duodecimanos creen que el Imam todavía mantenía contacto con sus seguidores a través de diputados (en árabe: ٱلنُّوَّاب ٱلْأَرْبَعَة‎, an-Nuwwāb al-ʾArbaʿa). Durante este período, que duró del 874 al 941, los diputados lo representaban y actuaban como agentes entre él y sus seguidores.
Los chiitas creen que en 873, después de la muerte del undécimo imán, Hasan al-Askari, su hijo y duodécimo imán fue ocultado a las autoridades del califato abasí como medida de precaución. Su paradero había sido revelado solo a unos pocos elegidos. Cuatro colaboradores cercanos de su padre, conocidos como los Cuatro Diputados, se convirtieron en mediadores entre el Imán y sus seguidores, recibiendo el nombre de Sufara, hasta el año 941. Este período es considerado por los duodecimanos como la primera ocultación o la ocultación menor.
Cuando los creyentes enfrentaban dificultades, ponían sus preocupaciones por escrito y se las enviaban a su diputado. El diputado recibía la decisión del imán, la endosaba con su sello y firma y la devolvía a las partes interesadas. Los diputados también recolectaban los impuestos del azaque y el jums en nombre suyo. Para los chiitas, la idea de consultar con un imán oculto no era algo nuevo, en tanto los dos imanes previos se habían reunido ocasionalmente con sus seguidores detrás de una cortina.

#### Sistema de Diputados
Según los duodecimanos, bajo la situación crítica causada por los abasíes, Ya'far al-Sadiq había sido el primero en establecer el sistema clandestino de comunicación entre la comunidad chií. En la época de Muhammad al-Yawad, los agentes adoptaron la táctica de al-Taqiyya para hacer parte del gobierno. Desde la época de Ali al-Ridha, los imanes habían estado bajo el control directo de las autoridades y el contacto directo entre el imán y la comunidad estaba desconectado. Esta situación llevó a un aumento en el papel que jugaban los diputados. Los diputados asumieron las tareas de los imanes para liberarlos de la presión de los abasíes. La tradición chií sostiene que Cuatro Diputados actuaron sucesivamente:
1. Uthman ibn Sa'id al-Asadi (873-874): fue el primer diputado designado por el duodécimo Imam que gobernó durante un año;[2]
2. Abu Jafar Muhammad ibn Uthman (874-916): fue el segundo diputado designado por el duodécimo Imam durante cuarenta y dos años;[3]
3. Abu al-Qasim al-Husayn ibn Ruh al-Nawbakhti (916–937): fue el tercer diputado designado por Al-Mahdi durante veintiún años;[4]
4. Abu al-Hasan Ali ibn Muhammad al-Samarri (937-940): fue el último diputado del duodécimo Imam durante tres años.[5]

En 941 (329 AH), el cuarto diputado anunció una información proveniente del Imam Hujjat-Allah al-Mahdi respecto a que el diputado moriría pronto y que el cargo de diputado terminaría, dando comienzo a la Ocultación Mayor.
El cuarto diputado murió seis días después, y los duodecimanos continúan esperando la reaparición del Mahdi. En el mismo año, muchos académicos chiitas notables como Ali ibn Babawayh Qummi y Muhammad ibn Ya'qub al-Kulayni, el compilador del al-Kāfī, también murieron.

### Ocultación mayor
La ocultación mayor (en árabe: ٱلْغَيْبَة ٱلْكُبْرَىٰ‎, al-Ghaybah al-Kubrā) se refiere a la segunda y más larga parte de la Ocultación, que continúa hasta el día de hoy. De acuerdo con los duodecimanos, el período desde el 941 hasta la actualidad se caracteriza por el hecho de que ya no hay agentes o diputados que consulten con el Imán Escondido directamente o que transmitan sus instrucciones a los fieles. Sin embargo, los duodecimanos creen que está vivo y que un día regresará a la tierra como el Mahdi, "el correctamente guiado por Dios", que purgará la tierra de toda la injusticia que la ha manchado desde el momento en que a Ali, Husáin y los demás miembros de Ahlul bayt se les negó el reconocimiento político al que tenían derecho. Por esta razón, llaman al duodécimo imán al-Muntazar ("el Esperado"), pues según su creencia esperan ansiosamente que el regreso del Mahdi sea el comienzo del Día del Juicio.
Los chiitas creen, basándose en el último mensaje de Saf'ir en su lecho de muerte, que el Duodécimo Imam había decidido no nombrar a otro diputado. Por lo tanto, la muerte de al-Samarri marcó el comienzo de la segunda o mayor ocultación. Según la última carta de Hujjat-Allah al-Mahdi a Ali ibn Muhammad al-Samarri:
A partir del día de tu muerte [el último diputado] comenzará el período de mi mayor ocultación. De ahora en adelante, nadie me verá, a menos que Alá me haga aparecer. Mi reaparición se producirá después de mucho tiempo cuando la gente se haya cansado de esperar y los que sean débiles en su fe dirán: ¿Qué? ¿Sigue con vida?"
Ten la seguridad de que nadie tiene una relación especial con Dios. Quien me niegue no es de mi (comunidad). La aparición del alivio depende únicamente de Dios. Por tanto, quienes proponen un tiempo determinado para ello son unos mentirosos. En cuanto al beneficio de mi existencia en la ocultación, es como el beneficio del sol trás las nubes donde los ojos no lo ven. - Kitab al-Kafi, Muhammad ibn Ya'qub al-Kulayni
Con respecto al consejo para sus seguidores durante su ausencia, se afirma que dijo: "¡Referíos a los transmisores de nuestras narraciones, pues ellos son mi Jujjah (prueba) para vosotros! Y yo soy el Jujjah de Alá para ellos".
En el folclore duodecimano aparecen numerosas historias acerca de que el duodécimo imán habita entre nosotros, presente de manera invisible pero capaz aún de manifestarse a las personas en momentos de necesidad. Son comunes las historias de chiitas duodecimanos que reportan haberlo visto durante la peregrinación del hach, a menudo ayudando a ancianos que han estado a punto de ser pisoteados entre la multitud de peregrinos para luego desaparecer.

## Ismailíes

### Septimanos
Antes del surgimiento del Califato Fatimí, un pequeño grupo de ismailíes, los cármatas, creían que Muhammad ibn Isma'il había entrado en la Ocultación y fueron llamados "septimanos" para reflejar su creencia en solo siete imanes, siendo Isma'il, el padre de Muhammad, el último hasta su regreso. Los cármatas aceptaron a un prisionero persa de nombre Abu'l-Fadl al-Isfahani, quien afirmaba ser descendiente de emperadores, como el regreso de Muhammad ibn Isma'il y también como el Mahdi. Los cármatas arrasaron violentamente el Medio Oriente en el siglo X, culminando su sangrienta campaña con el robo de la Piedra Negra de la Kaaba en La Meca en 930 bajo el mando de Abu Tahir al-Yannabi. Tras la llegada del Mahdi, cambiaron su alquibla de la Kaaba al fuego de influencia zoroástrica. Después de que devolvieron la Piedra Negra en 951 y de ser derrotados por los abasíes en 976, desaparecieron lentamente de la historia y ya no tienen seguidores.

### Musta'líes
Según el ismailismo tayyibí, durante la ocultación del vigésimo primer imán, at-Tayyib Abu'l-Qasim, un "misionero irrestricto" (Da'i al-Mutlaq) mantiene contacto con él. Las diversas ramas de los chiíes Musta'líes difieren sobre quién es el actual Da'i al-Mutlaq.

### Nizaríes
Los ismailíes nizaríes creen que no hay Ocultación en lo absoluto, y que el Aga Khan IV es el 49.º Imam de la Era. Creen que la autoridad del Imam no es diferente de la autoridad de Ali, el primer Imam, y que actualmente proporciona orientación a los nizaríes sobre asuntos mundanos y espirituales.

## Waqifíes
Según los extintos chíies septimanos waqifíes, había razones para la ocultación: el Imam no se enorgullece de sí mismo y continúa examinando los eventos mundiales y haciendo evaluaciones, solo para ser leal y reverente al Señor y Alá, que también están en Ocultación. Las demás sectas musulmanas habrían de ser juzgadas por el Mahdi a través de la guía del Señor y Alá.

## Drusos
Los drusos creen que el imán Al-Hákim bi-Amr Allah entró en Ocultación después de su desaparición en 1021 seguido por los cuatro Da'i fundadores de la secta drusa, incluido Hamza ibn-'Ali ibn-Ahmad, dejando el liderazgo a un quinto líder llamado Baha Al-Din. Los drusos se negaron a reconocer al sucesor de Al-Hákim como imán, pero lo aceptaron como califa. La fe se separó aún más del ismailismo a medida que desarrolló doctrinas únicas que a menudo la clasifican por separado tanto del ismailismo como del islam, y que incluyen la creencia de que Al-Hákim bi-Amr Allah era Dios encarnado.

## Zaydíes
Los Zaydíes creen que no existe ocultación alguna y que cualquier descendiente de Hasan o de Husáin podría convertirse en Imam. El Imam debe levantarse contra la opresión y la injusticia y gobernar como un gobernante visible y justo.

## Otras perspectivas

### Observaciones académicas
Algunos académicos, entre los que se incluye Bernard Lewis, señalan que la idea de un imán en ocultación no era nueva para 873, sino que en cambio había sido un factor recurrente en la historia chií. Ejemplos de esto incluyen los casos de Muhammad ibn al-Hanafiyyah (según los kaysanitas), Muhammad al-Nafs al-Zakiyya, Musa al-Kadhim (según los chiitas waqifitas), Muhammad ibn Qasim (al-Alawi), Yahya ibn Umar y Muhammad ibn Ali al-Hadi.

### Perspectivas bahá'ís
En la fe bahá'í, según la cual el Báb cumple la profecía islámica del al-Mahdi, Bahá'u'lláh y ʻAbdu'l-Bahá consideraron que la historia de la Ocultación del duodécimo imán en la creencia duodecimana fue un fraude piadoso concebido por varios de los principales chiitas para mantener la coherencia y la continuidad del movimiento chií después de la muerte del undécimo Imam, Hasan al-Askari. Los bahá'ís creen que Sayyid Ali Muhammad Shirazi, conocido como el Báb, es el prometido Duodécimo Imam, el Mahdi, que ya había hecho su advenimiento y cumplido todas las profecías. Múltiples fuentes afirman que el Báb se retractó de esta afirmación en juicio, lo que es rechazado por sus seguidores. El Báb fue ejecutado públicamente el 9 de julio de 1850, d. C.